# MÁV 395.1 sorozat
| Steyrtalbahn 1–6 / Mori–Arco–Riva 1–4 / SB 40 / SKGLB 3–12 / ÖBB 298.1 / StLB S7, S11, S12 / MÁV 395.1 / CFR 395.1 / JDŽ 183 kkStB U / NÖLB/StLB/BBÖ U / ÖBB 298 / ČSD-Baureihe U 37.0 / MÁV 395.1 / Zillertalbahn 1–2 / JDŽ 188 | Steyrtalbahn 1–6 / Mori–Arco–Riva 1–4 / SB 40 / SKGLB 3–12 / ÖBB 298.1 / StLB S7, S11, S12 / MÁV 395.1 / CFR 395.1 / JDŽ 183 kkStB U / NÖLB/StLB/BBÖ U / ÖBB 298 / ČSD-Baureihe U 37.0 / MÁV 395.1 / Zillertalbahn 1–2 / JDŽ 188 | Steyrtalbahn 1–6 / Mori–Arco–Riva 1–4 / SB 40 / SKGLB 3–12 / ÖBB 298.1 / StLB S7, S11, S12 / MÁV 395.1 / CFR 395.1 / JDŽ 183 kkStB U / NÖLB/StLB/BBÖ U / ÖBB 298 / ČSD-Baureihe U 37.0 / MÁV 395.1 / Zillertalbahn 1–2 / JDŽ 188 |
| --- | --- | --- |
| | Steyerbahn | kkStB U |
| Gyártó | Krauss/Linz | Krauss/Linz StEG |
| Gyártásban | 1888, 1890–1893, 1914 | 1897–1922 |
| Selejtezés: | 1973 (ÖBB) | 1982 (ÖBB) / 1964 (ČSD) / 1963 (MÁV) |
| Jelleg: | C1-n2t | C1-n2t |
| Nyomtávolság: | 760 mm | 760 mm |
| Ütközők közötti hossz: | 7680 mm / 7910 mm | 7182 mm |
| Magasság: | 3350 mm | 3594 mm |
| Csatolt kerekek tengelytávolsága: | 1900 mm | 1900 mm |
| Össztengelytávolság: | 4100 mm / 4000 mm | 4000 mm |
| Szolgálati tömeg: | 22,0 t | 24,0 t |
| Tapadási tömeg: | 17,7 t | 19,5 t |
| Legnagyobb sebesség: | 40 km/h | 35 km/h |
| hajtókerék-átmérő: | 820 mm | 820 mm |
| Futókerékátmérő hátul: | 570 mm | 570 mm |
| Hengerek száma: | 2 | 2 |
| Hengerek átmérője: | 290 mm | 290 mm |
| Dugattyúk lökethossza: | 400 mm | 400 mm |
| Gőznyomás: | 12 atm | 12 atm |
| Tűzcsövek száma: | 97 | 103 |
| Tűzcsőhossz: | 3000 mm | 3250 mm |
| Rostélyfelület: | 0,8 m² | 1,0 m² |
| Sugárzó fűtőfelület: | 3,46 m² | 4,42 m² |
| Csőfűtőfelület: | 40,65 m² | 42,25 m² |
| Forrfelület: | 43,11 m² | 46,67 m² |
| Vízkészlet: | 2,6 m³ / 2,9 m³ | 3,2 m³ |
| Tüzelőanyagkészlet: | 0,9 t / 1,0 t | 1,4 t |
| Vezérlés: | Heusinger | Heusinger |
| Fék: | Kábelfék, később légűrfék | Kábelfék, később légűrfék |
| Technikai érdekességek | egyes mozdonyokon hosszú füstkamra | |
| Teljesítmény: | | 225 LE |

A MÁV 395.1 egy keskeny nyomtávú szertartályos gőzmozdony sorozat volt.
A Steyrtalbahn 1–6 mozdonyai 760 mm-es keskeny nyomtávú szertartályos gőzmozdonyok voltak, melyeket kifejezetten erre a pályára fejlesztettek ki. Ez volt az elődje a kkStB U sorozatnak, amely Európa egyik legnagyobb számban épített keskeny nyomtávú gőzmozdonya volt. 1953 után az ÖBB a 298.1 sorozatba osztotta be őket. Ezt a mozdonytípust több helyi magán-vasúttársaság használta a korabeli Ausztriában.

## Története

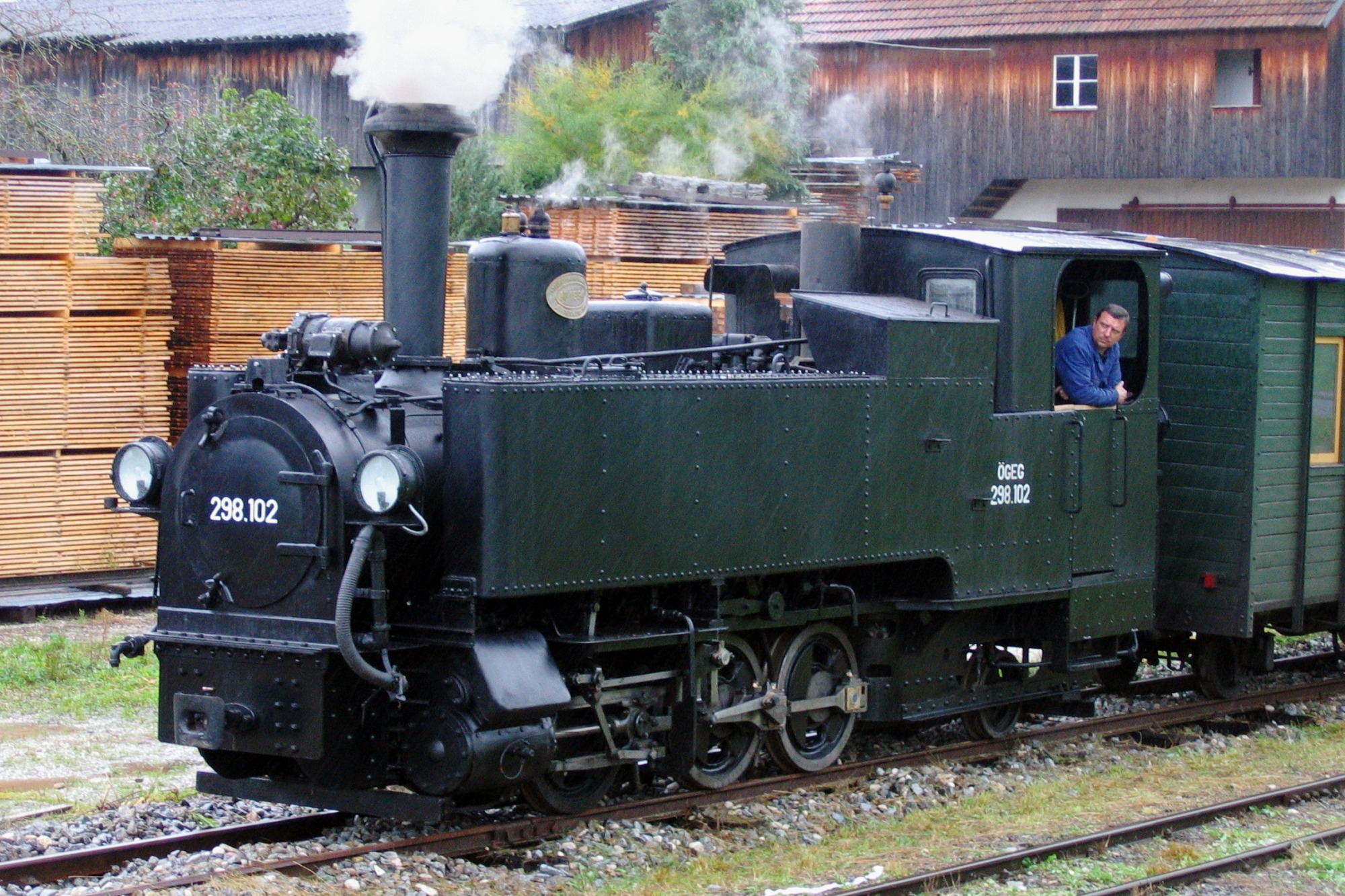
298.102 in Sommerhübermühle auf der Steyrtalbahn

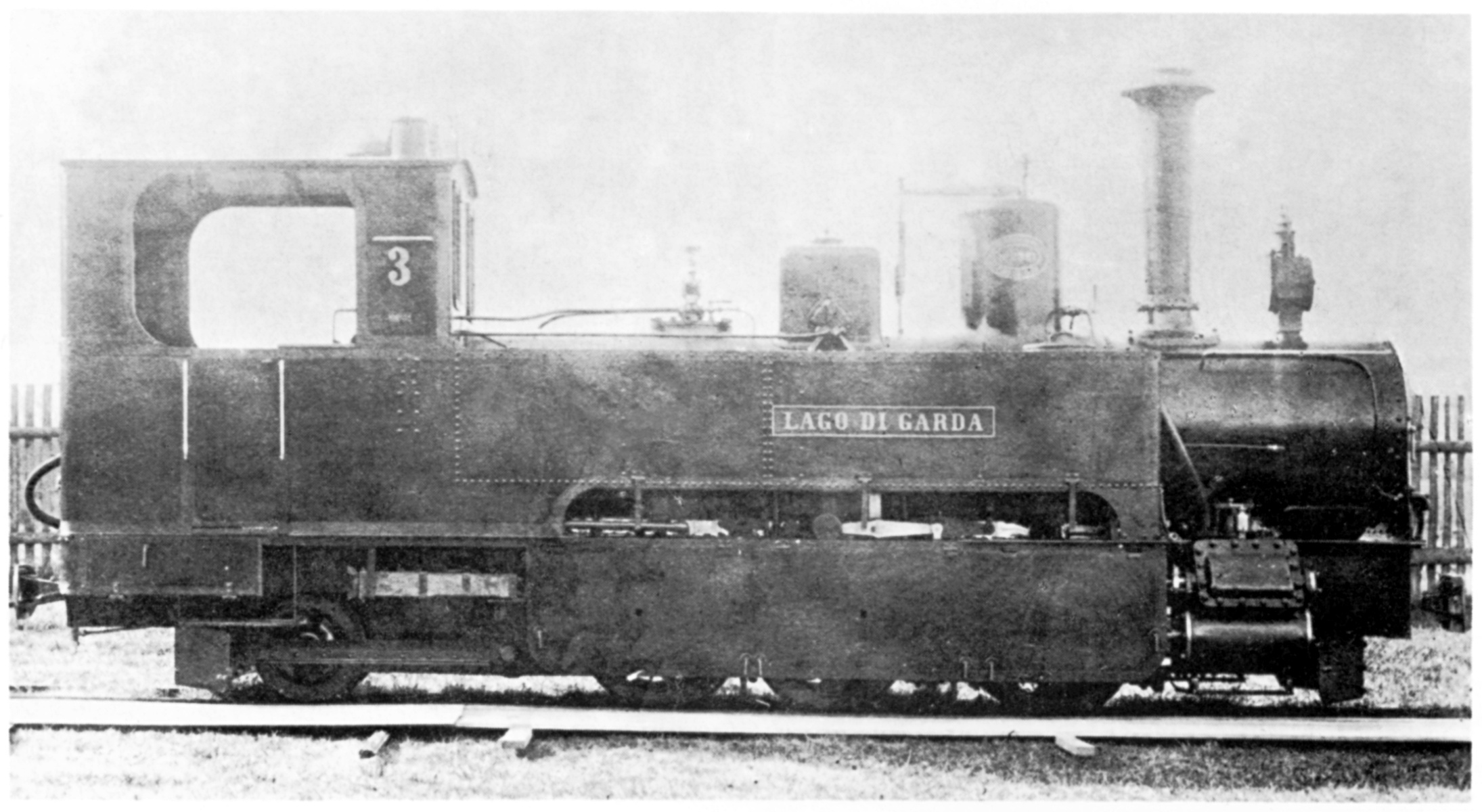
Lok 3 „Lago di Garda“, Gyári fotó 1891

A Felső-Ausztriai Steyrtalbahn első pályaszakaszának megnyitásakor 1888-ban vásárolt a Krauss Linzi Mozdonygyárától 3 szertartályos, 760 mm nyomtávú mozdonyt (1-3 számú mozdonyok). Ezek kéthengeres, telített gőzű, külső Heusinger vezérlésű, síktolattyús mozdonyok voltak.
A mozdony futóművét három csatolt és egy hátsó futótengellyel tervezték, amely oldalirányban együtt mozdult el a harmadik kapcsolt tengellyel. Ez az elrendezés Krauss-Helmholtz-vázszerkezet néven vált ismertté és kedvező volt az ívfutási tulajdonsága, még 60 m sugarú pályaíveken is, valamint ugyanazzal a sebességgel közlekedhetett előre és hátramenetben. A vezetőfülke alatt a futótengellyel alátámasztott kiegészítő külső keret lehetővé tette a nagy tűztér alkalmazását.
Ezek a mozdonyok teljes mértékben teljesítették a reményeket, így a Steyrtalbahn további három példányt építtetett. Az utolsó azonban már nagymértékben eltért a sorozattól és a Krauss 1914-ben megújított útvonalát követte. Rövid füstkamrával készült, hasonlóan a második sorozatú SKGLB gépekhez, azok azonban már hosszú víztartályosok voltak
Az 1 pályaszámú gépet egy balesetet követően 1937 selejtezték. A Birodalmi vasút idejében a megmaradt gépeket átszámozták DRB 99,7831-7835 pályaszámokra. A vonal államosítását követően az öt mozdony ÖBB 298.102-106 pályaszámokat kapott. A vízkészlet növelése érdekében a víztartályokat többször megnövelték. Először egy kicsit magasították, később elöl kiterjesztették a hengerek fölé. Ezek a módosítások jelentősen megváltoztatták a mozdonyok megjelenését.
Az utolsó mozdonyt 1972-ben vonta ki a szolgálatból a Steyrtalk. 1973-ban a sorozatot formálisan is selejtezték.
A Mori-Arco-Riva helyi vasúti 1891-ben négy a Steyrtalbahn-nak megfelelő típusú mozdonyt vásárolt. Az első hármat 1890-ben, az utolsót 1892-ben szállította a Krauss Linz cég. Az "ARCO", "RIVA", "Lago di Garda" és a "Pinzolo neveket kapták. A Déli Vasúttársaság (SB), amely ezeket a HÉV-eket üzemeltette, a négy gépet a 40 sorozatba osztotta. A 40,01 az első világháború után Olaszországba került. A 40,02 a k.u.k. Hadivasúthoz, majd onnan Lengyelországba, ahol egy erdei vasúton üzemelt. 1941-ben a MÁV állományába került 395.104 pályaszámon és Marosvásárhelyen üzemelt. A háború után a CFR kapta meg, ahol megtartották MÁV pályaszámát. A 40.03 JDZ 183-001-ként Jugoszláviába került. A 40,04 sorsa és holléte nem ismert.

## kkStB U

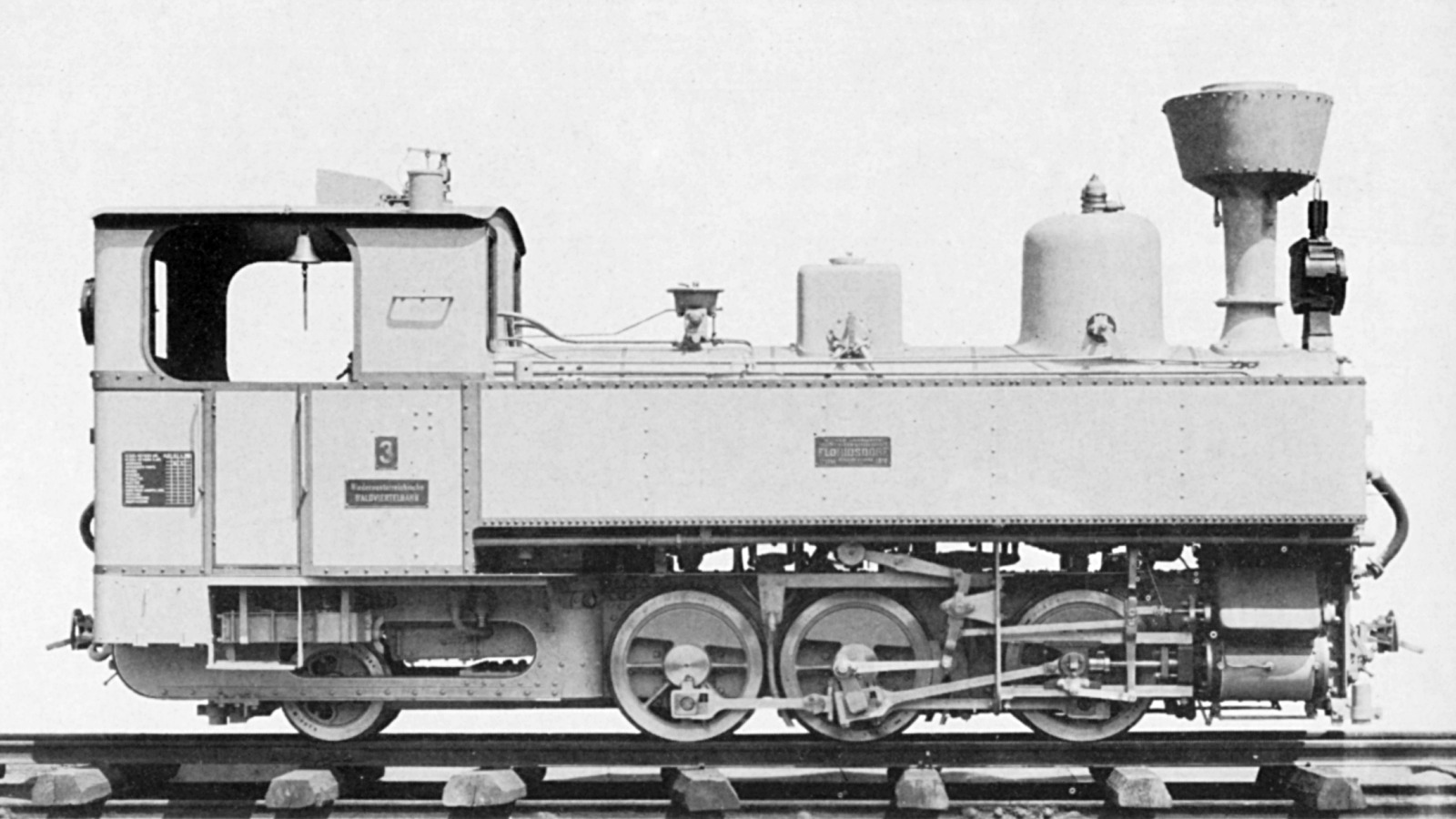
Lok 3 (U.7) gyári fotó, Alsó-Ausztriai Vasút

1894-ben Stájerországban üzembe helyezték a Murtalbahn-t. Ennek a 76 km hosszú szakasznak, melynek megbízott üzemeltetője a kkStB volt, szüksége volt nagyobb teljesítményű mozdonyokra, mint az a típus, amit addig a keskeny nyomtávú vonalain a monarchia használt.
Ezért rendelt a Krauss cégtől négy mozdonyt a már bevált Steyrtalbahn típus alapján. Az alváz és a gőzgép gyakorlatilag nem változott, kazánt, tűzszekrényt és víztartályokat megnövelték. Ez jelentős fejlesztés volt a Steyrtalbahn típushoz képest: sík pályán a vontatási kapacitása 515 tonnára nőtt. 20 ezrelékes emelkedőn a mozdony 90 tonna terheléssel 20 km/h sebességre volt képes. A megengedett sebességét 35 km/h-ban állapították meg. 1897-től ez a sorozat akkor a rendszert követve - amelyet keskeny nyomtávú mozdonyoknál a kezdőbetűt a mozdony első telepítési helyéhez rendeli - U betűt kapott mint az osztály nevét (a Unzmarkt, a Murtalbahn kiindulópontja).

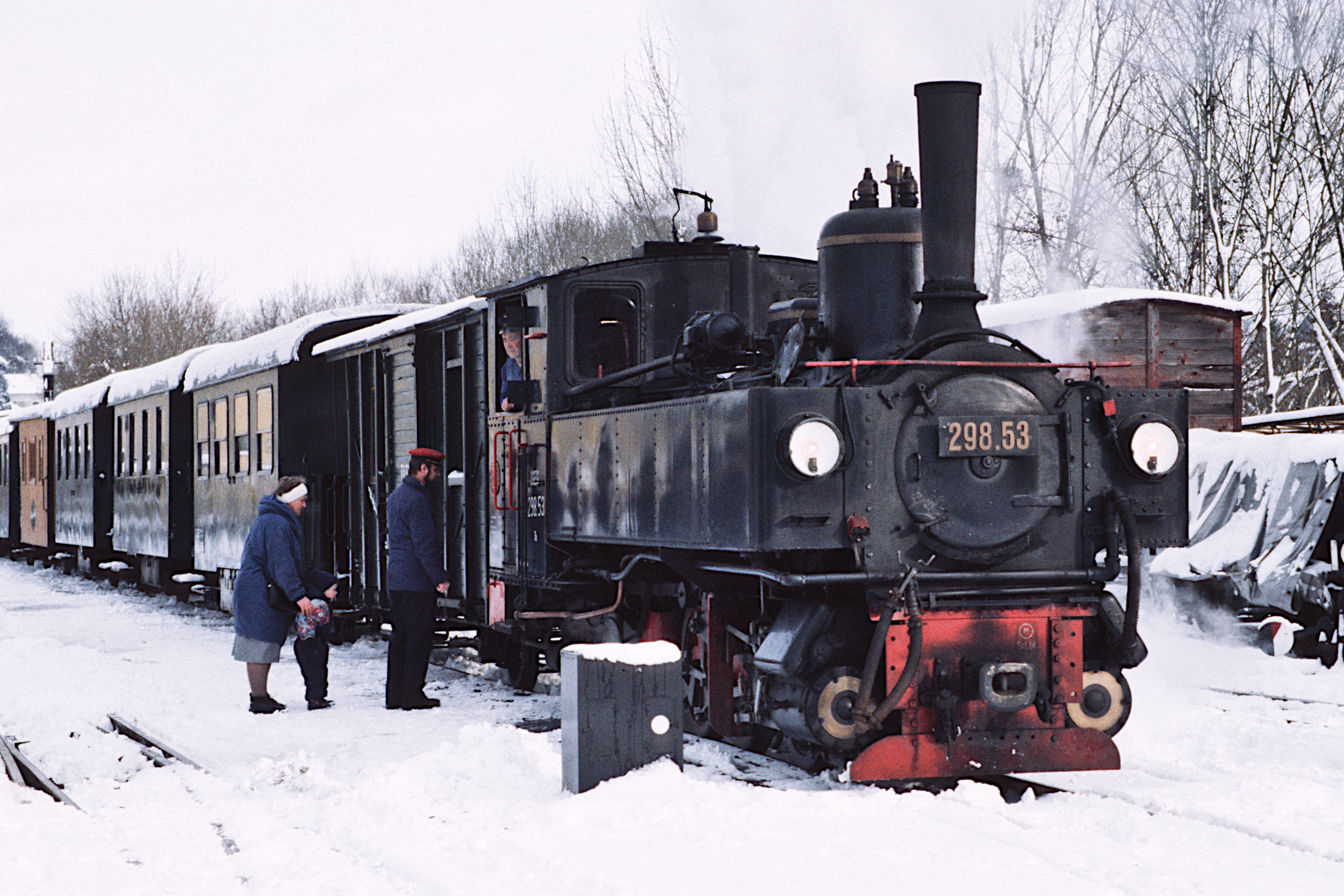
A 298.53 Grünburgban, OÖ

Ezek a mozdonyok olyan jól beváltak, hogy a monarchia majdnem minden keskeny nyomtávú vasútvonal üzemeltetője (kivéve Magyarországon, ahol a mozdonyépítés ment a maga módján) nagy számban rendelte és több mozdonygyár is építette. Az állami kkStB mellett a Stájer és Alsó-ausztriai Államvasutak és a Zillertalbahn is rendelt belőlük.
Az utolsó U sorozatú mozdony 1922 elején épült, amikor modernebb típusú mozdony már régóta létezett a StLB-nek. Ezek az U sorozatú mozdonyok a második világháború után az ÖBB tulajdonában kerültek, ahol 1953-ban 298 sorozatba osztották be és kétszámjegyű sorszámot kaptak.
Nagy számuk következtében még ma is sok mozdony üzemel a múzeum- és a turista vasutaknál, néhányat pedig mint egy mozdony-emlékművet kiállítottak.

## Az U sorozat az monarchia felbomlása után

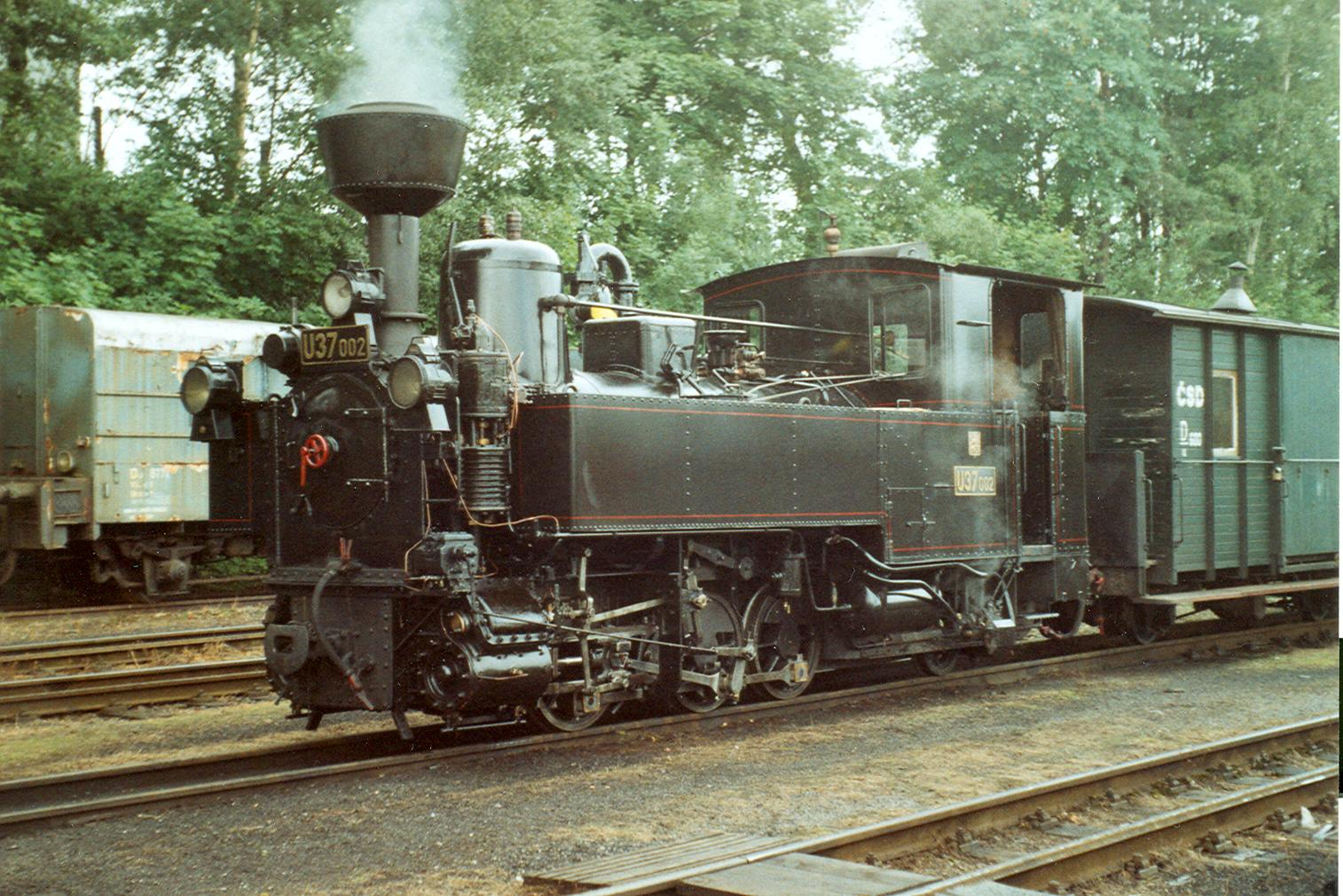
Az U37.002 nosztalgiamozdonyként a Jindřichův Hradec múzeumvasúton

Az első világháború bukása és a monarchia felbomlása után sok mozdony a sorozatból az utódállamokhoz került, köztük Csehszlovákiába, Lengyelországba, Olaszországba és Jugoszláviába. Csehszlovákiában a kkStB U mozdonyokat az U37.0 sorozatba osztották.
1939-ben az eredetileg U 1, U 15 és U 34 Csehszlovákiától a MÁV-hoz került, előbb mint 394.001II-003II, majd 1940-től rendre 395.101, 395.103 és 395.102 pályaszámokkal. A 395.101 és a 395.103 1944-ben a Szovjetunióhoz került (valószínűleg hadizsákmányként), a 395.102 1953-ban GV pályaszámot kapott, 1963–ban pedig selejtezve lett.

## Megőrzött mozdonyok

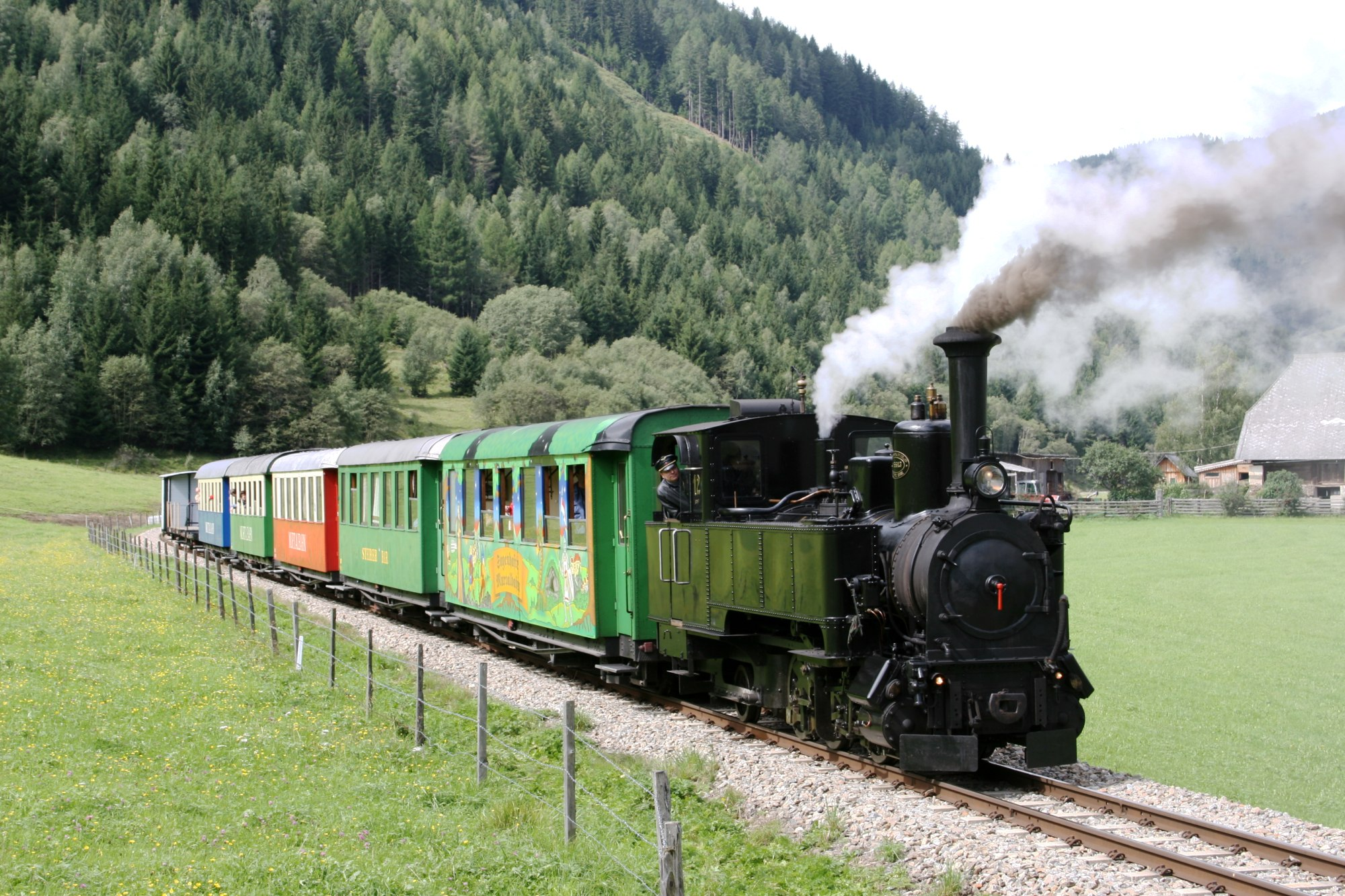
Az SKGLB Lok 12 kirándulóvonattal a Murtalbahnon

Több példányban is megmaradt üzemképesen az utókor számára, 2004-ben reaktiválták a 298.102 mozdonyt, újjáépítették megnövelt víztartályokkal. Ez ma a legrégebbi 760 mm-es nyomtávú mozdony Ausztriában, ma a 298.106-tal a Steyrtal-i Múzeumvasút aktív mozdonyállományának része. A 298 104 a Ybbsthalbahn-Bergstrecke.Múzeumvasúton található
Három példányt a SKGLB állományából annak megszüntetése után 1957-ben eladtak a Stájer Tartományi Vasutaknak (StLB), azután kiállítottak mint műemlékek és így elkerülte a beolvasztást. A Lok 5, amely 1914 után Boszniában maradt, az 1970-es években a Club 760 megszerezte. Ezek most a Taurachbahn vagy SKGLB Múzeumban Mondseeben vannak kiállítva (kettő közülük üzemképesen tárolva).
Egy a Mori-Arco-Riva HÉV mozdonyai közül az ex Südbahn 40.02, mely később MÁV 395.104, majd CFR 395.104 pályaszámú volt, ma az USA-ban, Omahában az állatkert parkvasútján üzemel.
Csehországban ma az U 37 002 a Jindřichův Hradec múzeumvasút működőképes mozdonya. Az U 37. 008-t (korábban No. 12) 1966-ban leállították és ezután kiállították a Nymburk–i vasútállomáson.
Az U 37.006 műszaki emlékként a szlovákiai Rózsahegyen (Ružomberok) van kiállítva.

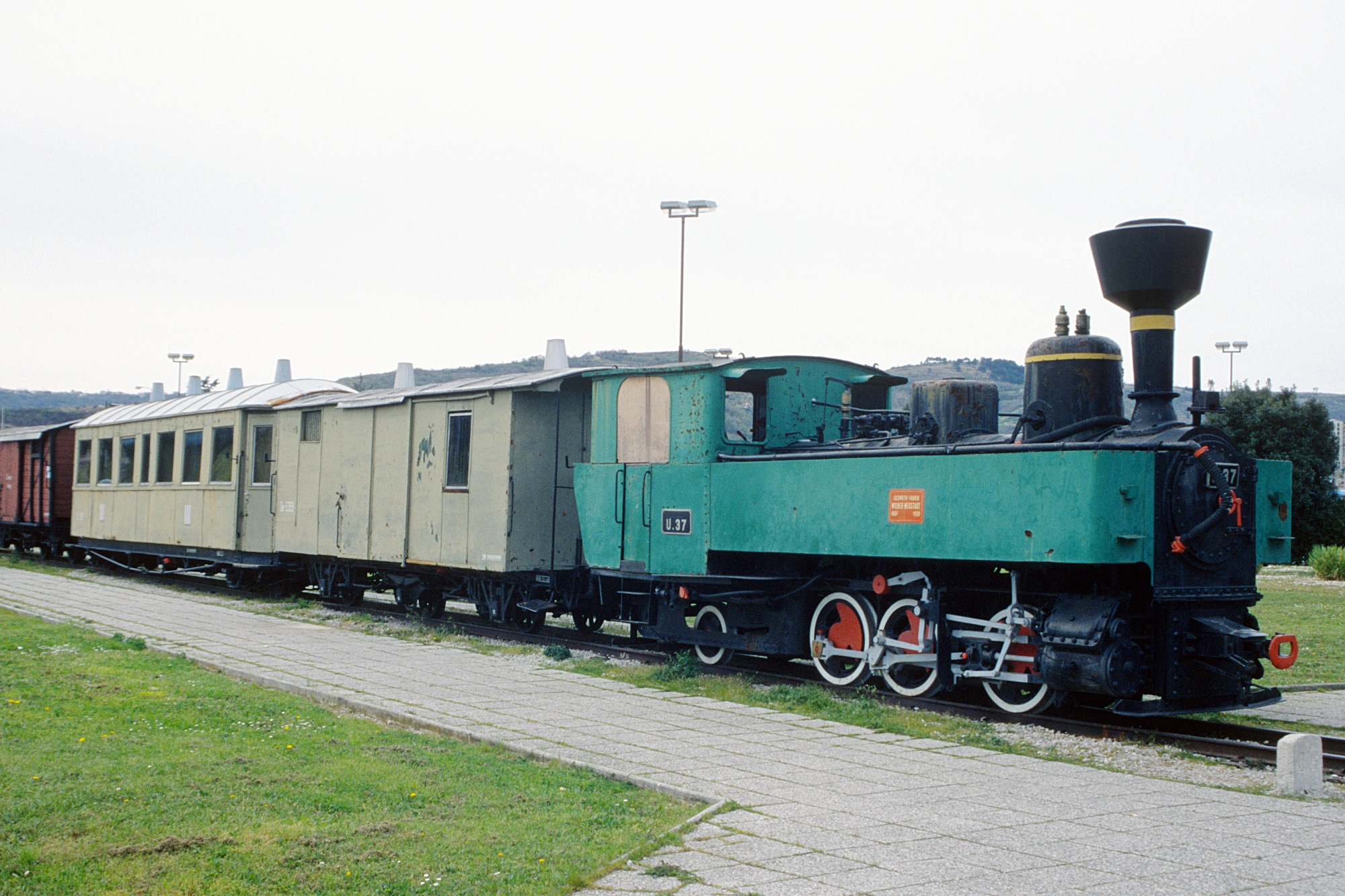
Az U.37 szoborként Koperben, 1995

Az (kkStB) U 37 a szlovéniai Koperben látható.

## Fordítás
- Ez a szócikk részben vagy egészben  a   kkStB U című német Wikipédia-szócikk fordításán alapul.  Az eredeti cikk szerkesztőit annak laptörténete sorolja fel. Ez a jelzés csupán a megfogalmazás eredetét és a szerzői jogokat jelzi, nem szolgál a cikkben szereplő információk forrásmegjelöléseként.
- Ez a szócikk részben vagy egészben  a   Steyrtalbahn 1–6 című német Wikipédia-szócikk fordításán alapul.  Az eredeti cikk szerkesztőit annak laptörténete sorolja fel. Ez a jelzés csupán a megfogalmazás eredetét és a szerzői jogokat jelzi, nem szolgál a cikkben szereplő információk forrásmegjelöléseként.